# Don Sebastian de Morra
Don Sebastian de Morra (hiszp. El bufón don Sebastián de Morra) – obraz olejny hiszpańskiego malarza Diega Velázqueza znajdujący się w zbiorach muzeum Prado w Madrycie.

## Opis obrazu
Przebywający na dworze hiszpańskim Velázquez kilkakrotnie malował karłów, którzy pełnili tam rolę wesołków i błaznów. Byli lubiani, ale stanowili też przedmiot kpin i szyderstw. Ubierano ich w przesadnie bogate stroje i nadawano im wymyślne imiona.
Obraz Velázqueza, odmienny od oficjalnego malarstwa dworskiego, swoją niezwykłość zawdzięcza głębokiej analizie psychologicznej modela. Artysta przedstawił karła siedzącego z zaciśniętymi pięściami na podłodze pod ścianą. Portretowany patrzy z wyrzutem prosto w oczy widza, jego twarz wyraża cierpienie i bogate życie wewnętrzne. Pomimo że drobna sylwetka Sebastiana, zmniejszona przez skrót perspektywiczny nóg, przypomina bardziej marionetkę niż człowieka, malarz akcentuje człowieczeństwo modela i swoją empatię. 
W Szwajcarii, w zbiorach prywatnych, znajduje się replika obrazu z 1645 r.

## Nawiązania

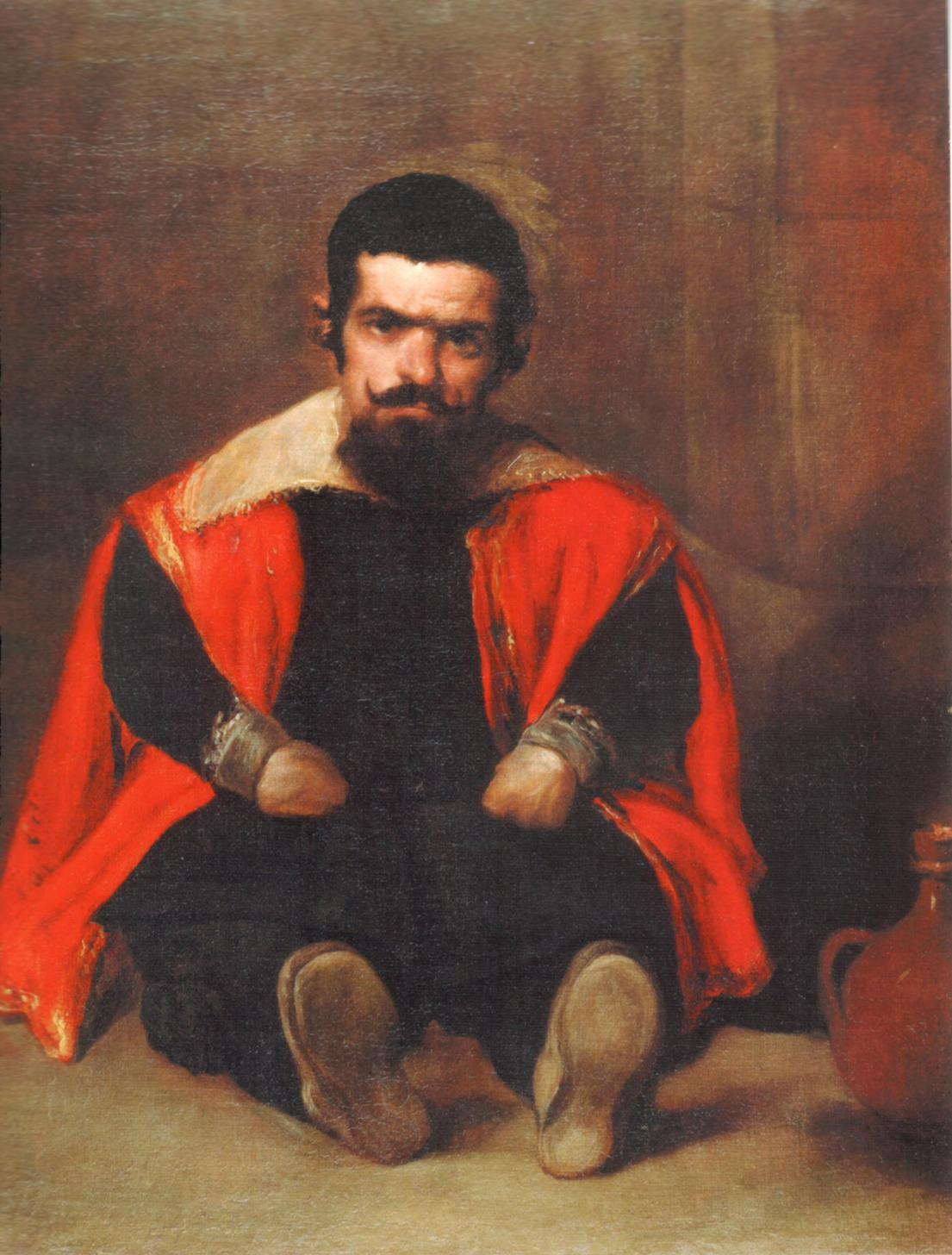
Replika obrazu ze zbiorów szwajcarskich

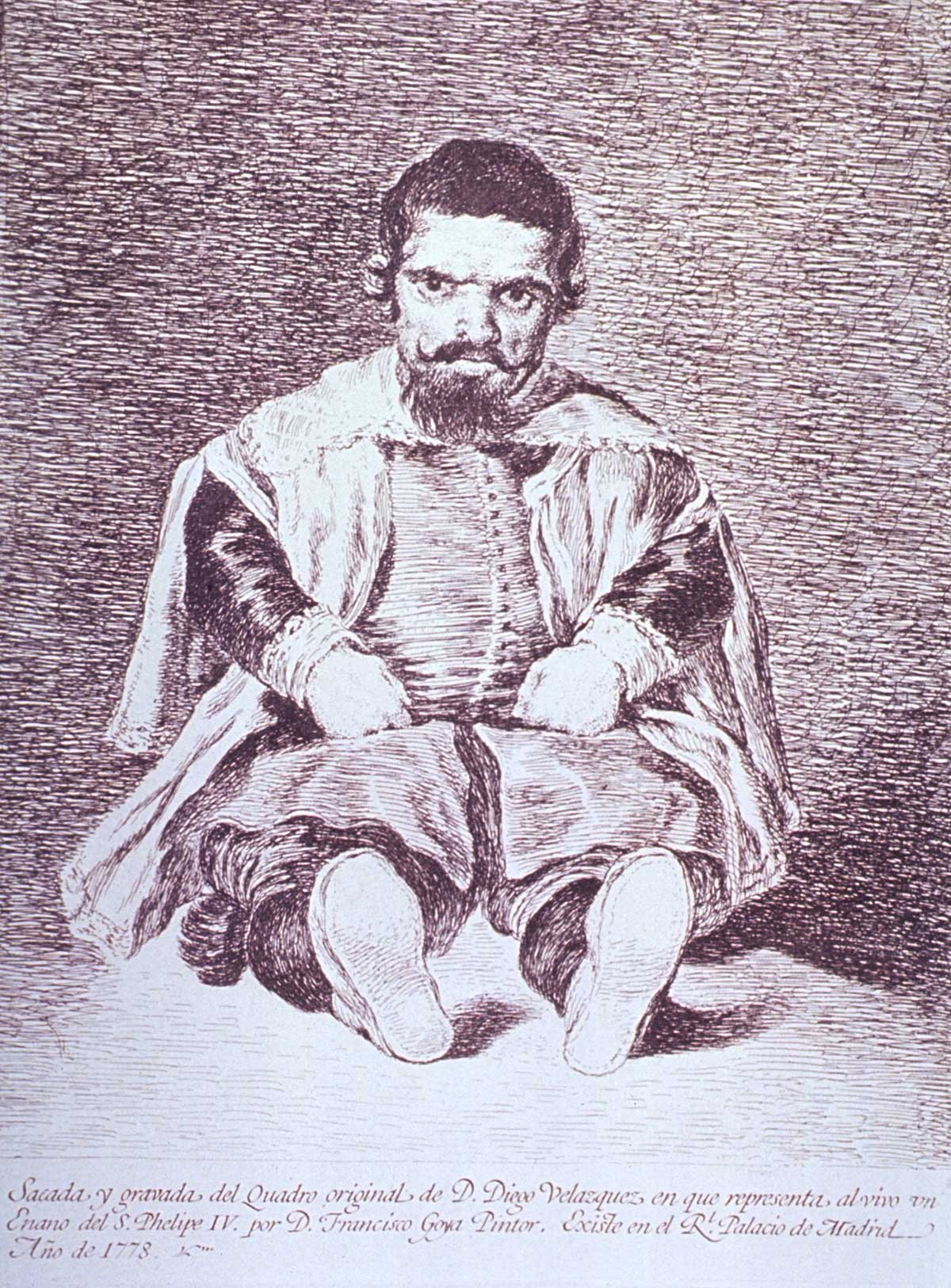
Francisco Goya, akwaforta na podstawie obrazu Velázqueza

W 1778 Francisco Goya wykonał na podstawie dzieła Velázqueza akwafortę. W przeciwieństwie do oryginału karzeł Goi ma demoniczny i agresywny wyraz twarzy.
W 1982 Salvador Dalí namalował surrealistyczny obraz przedstawiający karła na tle Escorialu z jajkami sadzonymi na głowie, ramionach i rękach.